# Сектоведение. Тоталитарные секты
«Сектоведение. Тоталитарные секты. Опыт систематического исследования» — книга, написанная православным исследователем сект, представителем российского антисектантского движения А. Л. Дворкиным. Книга посвящена описанию новых религиозных движений и организаций, относимых автором к тоталитарным сектам. Книга была написана как учебник для учебных заведений РПЦ.
В «Сектоведении» в основном рассматриваются действующие в настоящее время в России, в том числе официально зарегистрированные, новые религиозные организации, которые автор относит к «тоталитарным» или «деструктивным сектам». Кроме того, автор приводит параллели между «сектантством» и внерелигиозными группами, организациями и режимами, например, характеризует Гербалайф как «коммерческий культ» и намекает на признаки «сектантства» у коммунизма (в тоталитарной форме существовавшего, например, в СССР в 1930-х годах).
Книга широко используется в качестве источника в диссертациях, научных статьях и монографиях, рекомендуется в качестве дополнительного учебного пособия в вузовской программе по религиоведению. В 2000 году помощник Генерального прокурора Евгений Чуганов рекомендовал книгу как источник достоверных сведений о сектах при рассмотрении в Челябинске иска местного объединения свидетелей Иеговы к председателю областной Комиссии по правам человека Е. В. Гориной.
Книга переведена на болгарский, грузинский и литовский языки.

## История написания
В 1995 году Дворкин начал читать курс «Сектоведение» в Православном Свято-Тихоновском богословском институте. По итогам совершенствования лекций в 1998 году была выпущена десятитысячным тиражом брошюра «Введение в сектоведение. Учебное пособие к курсу „Сектоведение“», основанная на этом курсе. Книга представляла собой распечатку его лекций. Позже сам Дворкин критиковал эту книгу, называя её «сырой», содержащей «неточные выражения и даже ошибки», «с массой оговорок, ошибок, ослышек».
После этого он «сел за работу. Многое исправил, внес массу дополнений, и получилось что-то по-настоящему интересное». В 2000 году, вышло «Сектоведение: Тоталитарные секты», являющееся результатом переработки этой книги. В 2002 году книга была переиздана третий раз с переработками и дополнениями и затем несколько раз выходило стереотипное издание.
В 2024 году вышло четвёртое издание (в двух томах). Новое, переработанное и дополненное, издание охватывает период до 2023 года. Для написания пособия автор пользовался широким кругом источников на разных языках, а также многолетним личным опытом противостояния различным сектам и помощи их жертвам.

## Содержание книги
- Глава 1. Вступление. Религия, которая убивает
- Глава 2. Тоталитарные секты: общие понятия. Часть 1.
- Глава 3. Тоталитарные секты: общие понятия. Часть 2.
- Глава 4. «Церковь Иисуса Христа святых последних дней» (мормоны)
- Глава 5. «Общество Сторожевой башни» — «Свидетели Иеговы»
- Глава 6. Сайентология
- Глава 7. «Движение объединения» Мун Сон Мёна
- Глава 8. Современный индуизм и гуруистские секты
- Глава 9. «Общество сознания Кришны»
- Глава 10. «Трансцендентальная медитация»
- Глава 11. Остальные псевдоиндуистские секты: Культ Шри Чинмоя; «Брахма Кумарис»; культ Сатьи Саи Бабы; культ Ошо Раджниша; «Сахаджа-йога»; «Ананда марга»; псевдотантристы: «Ашрам Шамбалы», А. Лапин и другие; прочие
- Глава 12. «Семья» («Дети Бога»)
- Глава 13. «Церковь Христа»
- Глава 14. «Всемирная церковь Бога».
- Глава 15. «Поместная (Местная) церковь» Уитнесса Ли
- Глава 16. «Движение веры» — Неопятидесятники
- Глава 17. «Богородичный центр» — «Православная Церковь Божией Матери Державная»
- Глава 18. «Белое братство»
- Глава 19. Секта Виссариона — «Община единой веры» — «Церковь последнего завета»
- Глава 20. Порфирий Иванов и секта «ивановцев»
- Глава 21. Движение «Нью эйдж»
- Глава 22. Новоапостольская церковь  Первоапостол .
- Приложения

## Содержание концепции

### Цели сектоведения
Основной целью, провозглашаемой в концепции А. Л. Дворкина, является «распространение более полной и объективной информации об опасных организациях с целью предотвращения попадания в них новых членов и помощи уже находящимся с выходом из них».

### Определение тоталитарной секты
Понятие «тоталитарная секта», которое А. Л. Дворкин предположительно впервые ввёл в употребление в 1993 году, определяется следующим образом:
…особые авторитарные организации, лидеры которых, стремясь к власти над своими последователями и к их эксплуатации, скрывают свои намерения под религиозными, политико-религиозными, психотерапевтическими, оздоровительными, образовательными, научно-познавательными, культурологическими и иными масками.
По поводу использования термина «секта» А. Л. Дворкин поясняет:
В нашей стране нет юридического понятия слова «секта», но мы не говорим друг с другом на языке судебных протоколов. В религии и социологии термин «секта» присутствует и применяется постоянно, он также применяется в психологии, религиоведении, богословии, — каждый из нас говорит на многих языках. Секты обижаются, но пусть предъявляют свои претензии к покойному протестантскому социологу религии Максу Веберу, который дал современное определение таким понятиям как «секта», «деноминация», «Церковь».
Этот термин примерно соответствует английскому термину Destructive cult в том виде, в котором он предложен Стивеном Хассеном. В связи с этим некоторые исследователи предлагают использовать термин деструктивный культ как более точный и универсальный.

### Признаки тоталитарной секты
Согласно теории Дворкина, идентификация конкретных групп как тоталитарных сект осуществляется по следующим признакам:
- Наличие гуру (лидера), пирамидальная структура
- Нетерпимость к критике, отсутствие внутри организации дискуссии и плюрализма
- Жёсткая организация тоталитарного типа
- Некие признаки, дающие членам организации исключительность
- Эзотерический разрыв (сокрытие целей организации от новичков и постепенное раскрытие при «продвижении» в секте)

А. Л. Дворкин признает, что эти признаки не позволяют провести однозначную границу между классическими и тоталитарными сектами.
Поскольку определяющим критерием тоталитарной секты Дворкин считает не вероучение, а социологические и психологические особенности, к тоталитарным сектам причисляются и некоторые нерелигиозные организации и движения: коммерческие культы (некоторые организации многоуровневого маркетинга), психокульты.
Есть секты, в которых нет собственно религиозного учения, учения о Боге. Даже пользуясь понятием религии в самом широком смысле, в новом определении, сформулированном диаконом Андреем Кураевым, определившим религию как попытку преодоления смерти и установления связи с духовным миром, — даже в этом смысле ряд сект мы не сможем назвать религией. В них есть лишь культ благополучия и богатства и громкие, навязчивые обещания успеха, которые принесет вступление в организацию, компанию, клуб. Такие секты религиоведы называют коммерческими (или индустриальными) культами. <...> Итак, религиозного учения у таких сект, как правило, нет, но методы их деятельности и контролирования сознания своих членов — совершенно сектантские.
Критике сектоведов подвергаются не только независимые религиозные организации, но и отдельные священники РПЦ (и созданные ими структуры) за деятельность, имеющую признаки тоталитарных сект.
На существующие[где?] сведения о том, что в сектах доля людей, испытывающих психологические проблемы оказывается даже меньше, чем в Русской Православной Церкви и других традиционных религиозных организациях, Александр Дворкин отвечает следующим образом:
Скорее люди со странностями и отклонениями чаще встречаются в Православной Церкви (что и нормально — где же еще о таких людях будут заботиться, где им будут оказывать помощь и поддержку?), чем в сектах. Там стараются таких людей отсеивать… В конечном итоге небольшие странности и отклонения, которые есть почти у каждого человека начинают наращиваться, и когда они доходят до какого-то завершающего этапа, человек секте становится не нужен — от него избавляются.

### Классификация религиозных групп по А. Л. Дворкину
Дворкин предлагает градацию организаций по степени их опасности и удалённости от Православия либо от действующей религиозной традиции. Будучи православным, он является сторонником истинности учения Православной Церкви и её культурообразующей роли в России. Соответственно, предлагаемая им иерархия религиозных групп выглядит так:
- Православная Церковь
- Инославные конфессии (католицизм и протестантизм)[16]
- Классические секты («маргинальные по отношению к христианству группы»)
- Традиционные иноверческие религии: ислам, иудаизм, буддизм и т. д. (кроме сект, возникших на их основе)
- Тоталитарные секты
- Коммерческие культы

Коммерческими культами Дворкин называет секты, основной чертой которых является культ благополучия и богатства.
К коммерческим культам Дворкин относит прежде всего организации, работающие по принципу финансовой пирамиды или многоуровневого (сетевого) маркетинга. Это такие известные «сетевые» компании, как «Гербалайф», «Цептер», «Эмвэй» и «Орифлейм».
Согласно Дворкину, к характерным особенностям коммерческих культов относятся:
- Фирма старается не быть на виду, не рекламирует свою продукцию в СМИ и на улицах, распространение продукции производится «из рук в руки» или через закупку участниками «сети» на складах, местонахождение которых не является широко известным. Несмотря на это, товарооборот может быть просто огромным.
- Фирма организована по принципу пирамиды, в которой каждый участник находится на одну ступень ниже в древовидной иерархии по отношению к пригласившему его. Участник пирамиды, как правило, не является её полноценным сотрудником с постоянной или сдельной зарплатой.
- Активная вербовка новых участников, часто с использованием обманных методов (объявления о приеме на работу, «соцопросы» со сбором телефонов, обман относительно ожидаемого уровня дохода и т. д.).
- Обман относительно свойств распространяемой продукции, например, рассказы о многочисленных случаях исцеления от тяжелых заболеваний с помощью БАДов производства компании.
- Наличие идеологии, провозглашающей цели фирмы благими, и оправдывающей любое действие ради достижения этих целей. Часто встречается также культ личности основателя или главы фирмы.
- Использование техник контроля сознания для продаж продукции, привлечения новых и удержания существующих участников «сетей» и «пирамид».

По мнению Дворкина, деятельность большинства «сетей» и «пирамид» связана с нарушениями законодательства их участниками — предпринимательской деятельностью без регистрации и лицензий, уклонением от уплаты налогов, мошенничеством и т. д.

## Отзывы о книге

### Критика
В 2002 году доктор философских наук, заслуженный профессор МГУ имени М. В. Ломоносова, бывший заместитель председателя Экспертного совета для проведения государственной религиоведческой экспертизы при Министерстве юстиции РФ И. Я. Кантеров в журнале «Религия и право» полагает, что в используемых Дворкиным терминах «тоталитарная секта» и «деструктивная секта» отсутствуют «устойчивые типологизирующие признаки», что «создает простор для „творчества“». Кантеров также отмечает, что «для пущей убедительности» эти термины «иллюстрируются устрашающими цифрами и описаниями жутких злодеяний». В то же время Кантеров включил книгу «Сектоведение» в список дополнительной рекомендуемой литературы по программе дисциплины «Новые религиозные движения и культы» (опубликована в научно-теоретическом журнале Религиоведение), курс которой он читает в ИППК МГУ.
Историк и религиовед А. В. Муравьёв и журналист М. Н. Ситников в опубликованной в 2009 году публицистической статье на Портал-Credo.Ru называют книгу «Сектоведение. Тоталитарные секты» «сборником беспорядочных, искаженных представлений о том, с чем автор, по всей видимости, просто не знаком». По мнению Муравьёва и Ситникова, в книге «содержится масса фальсификаций, передергиваний, оговоров и псевдонаучных рассуждений, сильно проигрывающих по своей художественности трудам академика Фоменко».
Религиовед, старший научный сотрудник кафедры религиоведения философского факультета МГУ П. Н. Костылев на сайте социальной сети «Свободный мир» в 2009 году утверждает, что преподаватели российских вузов по курсу «Новые религиозные движения» считают «Сектоведение. Тоталитарные секты» книгой, «не имеющей ничего общего с реальностью» и рекомендуют своим студентам не читать её.
Религиовед, член Европейской ассоциации по изучению религий, доктор философских наук, профессор по кафедре социологии и управления социальными процессами АТиСО Е. С. Элбакян на презентации книги С. И. Иваненко «Вайшнавская традиция в России» в 2009 году назвала книгу «Сектоведение. Тоталитарные секты» «сектоведческим опусом» который «трудно причислить к разряду книг».
Религиовед, публицист, ведущий научный сотрудник Института Европы РАН, сотрудник Славянского правого центра Р. Н. Лункин во время общественной онлайн конференции заявил, что книги А. Л. Дворкина не являются научными, поэтому «оценивать их в рамках светской науки совершенно бессмысленно».
Преподаватель сектоведения, доцент Московской духовной академии, кандидат богословия Р. М. Конь в публицистической статье "Понятие секта в антикультовом движении " пишет, что «тоталитарная теория», изложенная Дворкиным в книге «Сектоведение. Тоталитарные секты», «ошибочно рассматривает широко известные элементы общерелигиозной практики, такие как ограничение в пище, в сне, в быту, молитвенные обращение к Божеству, „изменение сознания“, наличие иерархических структур, коммерческую деятельность, использование СМИ для своей пропаганды и т. п., в качестве показателей принадлежности группы к „тоталитарным сектам“ и наличия в них технологий „изменения сознания“». Протоиерей О. В. Стеняев относит Дворкина к числу православных миссионеров, борющихся с сектантами «нехристианскими методами». По его мнению, такие миссионеры «отодвигают в сторону Библию и берут в руки Гражданский или Уголовный кодекс», посвящая своё время «сбору компромата на руководителей сект и на рядовых сектантов». Стеняев считает, что их изыскания «заведомо бесполезны» и что их деятельность играет на руку противникам РПЦ. В ответ на данные суждения сторонников «святоотеческого подхода» доктор теологии Венского университета В. А. Мартинович написал статью «Сектоведение в РПЦ: „перезагрузка“».

#### Очерки российского сектоведения
В составленный Г. П. Климовым и выпущенный в 2005 году издательством «Ревнители Православия» в Санкт-Петербурге сборник «Очерки российского сектоведения: Рецензия на книгу А. Л. Дворкина „Сектоведение. Тоталитарные секты. Опыт систематического исследования“» включены отзывы о книге Дворкина трёх российских учёных: председателя президиума Русского геополитического общества к.ф.н. С. А. Шатохина, сопредседателя Всемирного русского собора к.ф.н. И. А. Кольченко и юриста д.ю.н. М. Ю. Кузнецова. Как отмечают А. В. Муравьёв и М. Н. Ситников, авторы сборника, изданного православным братством «Ревнители Православия», являются православными и относятся к «сектам» отрицательно, но, несмотря на это, негативно отзываются о книге «Сектоведение».
М. Н. Кузнецов в рецензии на «Сектоведение. Тоталитарные секты» выразил своё разочарование и «чувство обманутости» по поводу книги. Кузнецов отмечает большую путаницу в теоретической части работы и, в частности, указывает на отсутствие логики и присутствие множества противоречий при описании классификации и признаков сект. Кузнецов объявляет книгу Дворкина «еретической», так как, по его мнению, она представляет собой «дикую смесь … протестантских, экуменических и секулярных религиоведческих определений сектантства» и не совпадает с позицией традиционного православия. Также Кузнецов критикует используемый в книге термин «тоталитарная секта», отмечая, что термин «тоталитарный» был некорректно позаимствован в богословие из политологии, а также указывая на некорректное использование «через запятую» терминов «тоталитарная секта» и «секта». В конце своей рецензии Михаил Кузнецов отмечает почти полную невозможность использования данной книги для обучения: «Запутано практически все, кроме элементарных сведений об истории и вероучении ряда организаций», а также указывает на «невероятность некоторых социологических наблюдений Дворкина».
И. А. Кольченко отмечает несоответствие работы Дворкина как научным требованиям проверяемости, достоверности, использования первоисточников и «специального теоретического и методического инструментария», так и несоответствие требованиям традиционного православного подхода в сектоведении на протяжении всей книги. Кольченко считает, что понятие «тоталитарная секта», искусственно пришедшее в богословие «из лексикона либерально-демократической идеологии», с позиции этой идеологии может быть отнесено к любой религии и церкви, включая христианскую церковь. Кольченко также отмечает, что если исходить из признаков тоталитарной секты по Дворкину, не беря в расчёт признак «обманной вербовки», то такие признаки «можно отнести к любой религиозной организации». Подробно рассматривая главу о сайентологии, Кольченко характеризует её как «совершенно беспомощную, бесполезную», содержащую «бессодержательные и бездоказательные вещи» отмечая также, что тем самым книга играет в пользу сайентологов, которые на её примере могут легко доказать некомпетентность РПЦ в вопросах своей религии. Также Кольченко критикует ненаучный стиль книги в виде «публичного полемического выступления», «чудовищно бессмысленные определения», частое использование спорных источников вместо более надёжных, отсутствие чётких критериев по включению религиозной организации в тоталитарные секты (так описанные в книге Дворкина религиозные организации, по мнению Кольченко, «либо не содержат приведенные выше признаки „тоталитарности“, либо содержат другие признаки, которые автор не учитывает»), большую запутанность в классификации сект, «упрощение и поверхностную дискредитацию» описываемых религиозных организаций, общий непрофессионализм автора и прочие негативные моменты. И. А. Кольченко указывает на полную невозможность использования книги в образовательных целях, отмечая, что издание данной книги в любом научном издательстве было бы невозможным.
С. А. Шатохин считает, что книга «Сектоведение. Тоталитарные секты» абсолютно неприемлема для обучения. По его мнению, Александр Дворкин допускает «совершеннейший сумбур в понятиях и определениях», которые «абсолютно безграмотны с богословской точки зрения и абсолютно алогичны». Шатохин также находит недопустимой содержащуюся в книге подмену понятия «секта» понятиями «тоталитарная секта» и деструктивная религиозная группа. Шатохин критикует несвязанность книги, в том числе несвязанность соседних страниц в отдельных случаях, а также «постоянное выкручивание и лукавство» автора в отдельных местах книги. Также Шатохин отмечает, что некоторые главы книги «могут использоваться в качестве подборок информационных материалов», но только после тщательной проверки материала и удаления из таких глав псевдоэкуменической позиции Дворкина, противоречащей традиционному подходу православия. В качестве дополнения к основному отзыву С. А. Шатохин считает важным обратить внимание на используемую автором в книге подпись «А. Д.», которая, как считает Шатохин, невольно указывает на восприятие своей книги Дворкиным, не заметившим того, что должен был заметить православный христианин.

### Положительные рецензии
Философ А. А. Мишучков, кандидат философских наук, доцент кафедры истории философии Факультета гуманитарных и социальных наук Оренбургского государственного университета , относит книгу «Сектоведение. Тоталитарные секты» к числу 
«серьёзных монографий по сектоведению», составляющих «конкуренцию сектантской литературе»
.
Историк и публицист И. В. Смирнов, отметив в своей рецензии достоинства и недостатки книги, сделал общий вывод:

Тем не менее, несмотря на все логические провалы, основная идея автора заслуживает внимания. Многие секты действительно принципиально отличаются от нормальных «культурообразующих» религиозных организаций. На мой взгляд, суть этого отличия — в том, что традиционные большие конфессии волей-неволей претерпели определённую эволюцию под воздействием Просвещения и гуманизма. Прогресс — вот сила, побудившая христиан отменить инквизицию, индуистов — перестать сжигать женщин на погребальных кострах покойных мужей и так далее. Секты, которые мы воспринимаем как «тоталитарные», игнорируют этот исторический опыт или же (как ваххабиты) воинственно его отрицают. И их можно понять. Ведь гуманизм и Просвещение — факторы внешние по отношению к любой религии.— Илья Смирнов. Православное сектоведение
Доцент кафедры философии и теологии Псковского государственного университета диакон К. В. Селезнёв отмечал: «Основным трудом, где изложены теоретические и методологические основания учения русского А[нти-]К[ультового-]Д[вижения], следует считать книгу уважаемого проф. А. Л. Дворкина „Сектоведение. Тоталитарные секты“»

## Издания на русском языке
- Дворкин А. Л. Сектоведение: Тоталитарные секты. Опыт систематического исследования. — Нижний Новгород: Изд-во Братства во имя Св. князя Александра Невского, 2000. — 698 с. — 12 000 экз. — ISBN 5-88213-050-6.
- Дворкин А. Л. Сектоведение: Тоталитарные секты. Опыт систематического исследования. — 3-е изд., перераб. и доп. — Нижний Новгород: Изд-во Братства во имя Св. князя Александра Невского, 2002. — 816 с. — 15 000 экз. — ISBN 5-88213-050-6.
- Дворкин А. Л. Сектоведение: Тоталитарные секты. Опыт систематического исследования. — 3-е изд., перераб. и доп. — Нижний Новгород: Изд-во Братства во имя Св. князя Александра Невского, 2003. — 816 с. — 10 000 экз. — ISBN 5-88213-050-6.
- Дворкин А. Л. Сектоведение: Тоталитарные секты. Опыт систематического исследования. — 3-е изд., перераб. и доп. — Нижний Новгород: Христианская библиотека, 2007. — 816 с. — 6000 экз. — ISBN 5-88213-050-6.
- Дворкин А. Л. Сектоведение: Тоталитарные секты. Опыт систематического исследования. — 3-е изд., перераб. и доп. — Нижний Новгород: Христианская библиотека, 2008. — 816 с. — ISBN 5-88213-050-6.
- Дворкин А. Л. Сектоведение: Тоталитарные секты. Опыт систематического исследования. — 3-е изд., перераб. и доп. — Нижний Новгород: Христианская библиотека, 2014. — 816 с. — 5200 экз. — ISBN 978-5-905472-21-3.
- Дворкин А. Л. Сектоведение : Учебное пособие : В 2 кн. — 4-е изд., доп. и перераб. — Москва : Изд-во ПСТГУ, 2024. — ISBN 978-5-7429-1542-3 (в двух книгах)

## Издание на других языках
В 2005 году в издательстве «Už tradiciją» (Каунас) вышел перевод книги на литовский язык.
С 4 по 11 июня 2012 года А. Л. Дворкин посетил Грузию. Поездка была приурочена к выходу в православном издательстве «Новый Ивирон» первого тома книги «Сектоведение. Тоталитарные секты» в печатном и электронном виде на грузинском языке.
В 2017 году софийское издательство «Омофор» выпустило книгу в переводе на болгарский язык

### По содержанию теории
- Электронная версия книги А. Л. Дворкина «Сектоведение»
- Илья Смирнов Рецензия на книгу «Сектоведение» А. Л. Дворкина // Научно-просветительский журнал «Скепсис»
- Александр Дворкин, Анатолий Михайлов. «Приключения Хаббарда в России, или идеология вместо науки». // НГ-Религия. — № 11 (82). — 14 июня 2001
- Дмитрий и Наталья Петровы «Александр Дворкин: Мы не воюем с сектантами. Мы воюем с сектами». Православная Вера
- Кононов, Николай. «Александр Дворкин: „Секту можно создать вокруг электрической лампочки“». // Столичная газета.
- Дмитриева, Мария. «Александр Дворкин: „Моя работа сродни ассенизаторской“». // Российская газета
- "«Это тоталитарная секта, и Грабовой — лидер тоталитарной секты»: Интервью Александра Дворкина // ИА REGNUM
- Кравчук, Вероника. «Секты и сектантство. Актуальная проблема с непростым решением». // РИА Новости, 31 января 2006
- Дворкин, Александр. Открой свою церковь и стриги своих овец!
- Митрофанова, Полина. Профессор Александр Дворкин: «В России наступает диктатура политкорректности….» // телекомпания «Союз» и радиостанции «Воскресение» 2006 г.
- Кокоулин, Дмитрий. Александр Леонидович Дворкин: «Самая опасная тоталитарная секта та, в которую попал родной человек»  (недоступная ссылка)
- Сорока, Владимир. Александр Дворкин: «Православие не может устареть!» // Православие.ru
- «Сохраняйте трезвение и различие духов…». // Андреевский вестник № 1 (7), 2003, Одесская духовная семинария
- Рожаева, Екатерина. «Вербовка в рабство». // Московские новости. — № 12. — 30 марта 2007
- Иньков, П. «Лучший способ выйти из секты — это туда не попадать». // Сибирская православная газета.
- Каплан, Ирма. «Секта — это динамичный лохотрон». // Консерватор № 17.
- Арсений Замостьянов Александр Дворкин. Введение в сектоведение; Е. Громов. Сталин. Власть и искусство; Песни о Сталине — 1; Песни о Сталине — 2"Знамя" 1999, № 5

### Публицистическая критика
- Кантеров И. Я. Деструктивные, тоталитарные… и далее везде (возникновение новых религиозных организаций) // Религия и право: информационно-аналитический журнал. 2002. — № 1. — С. 27-29.
- Бурьянов С. Российские «сектоборцы» примеряют перчатки «силовых» структур // RSNews
- Р. Лункин Театр антикультового абсурда // Портал-Credo.Ru, 29.12.2008
- Р. Лункин Минюст на тропе войны. Вместо Экспертного совета по проведению религиоведческой экспертизы министр юстиции Александр Коновалов создал «православную дружину» // Портал-Credo.Ru, 06.04.2009 г.
- Муравьёв А. В. , Ситников М. Н.  Биография Дворкина // Портал-Credo.Ru, 29-08-2009
- М. Стецкевич Мифы о «тоталитарных сектах» и «ваххабитах» в современной России: попытка анализа // Информационный центр «БАБР.RU», 12.08.2006 г.
- Штерин М. Критический обзор методологии А. Дворкина; журналисты
- Кольченко И. А. Рецензия кандидата философских наук Кольченко И. А. от 18.06.2003 на книгу А.Л.Дворкина «Сектоведение. Тоталитарные секты. Опыт систематического исследования» // Очерки российского сектоведения: Сборник / Сост. Г. П. Климов. — изд. 2-е, дополненное. — СПб.: Ревнители Православия, 2006. — С. 145—174.
- Кузнецов М. Н. Рецензия профессора, доктора юридических наук М. Н. Кузнецова от 09.01.2001 на книгу А.Л.Дворкина «Сектоведение. тоталитарные секты. опыт систематического исследования» // Очерки российского сектоведения: Сборник / Сост. Г. П. Климов. — изд. 2-е, дополненное. — СПб.: Ревнители Православия, 2006. — С. 126—144.
- Ничик В. И. «Тоталитарные секты» — миф или реальность? За терминологической неопределённостью таится обыкновенная религиозная вражда. // Портал-Credo.Ru, 28.07.2005
- Козлов Н. И. «Подтасовки Дворкина»; юристы
- Нежный А. И.Уроки сектоведения // «Московские новости», 12.01.1999 г.
- Б. Фаликов Анатомия мифа. Достижение цели негодными средствами ведет к её подмене // Независимая газета, 11.04.2001 г.
- Шатохин С. А. Рецензия директора Департамента геополитических исследований Института гуманитарного образования, кандидата философских наук С.А.Шатохина от 14.01.2001 на книгу А.Л.Дворкина «Сектоведение. Тоталитарные секты. Опыт систематического исследования» // Очерки российского сектоведения: Сборник / Сост. Г. П. Климов. — изд. 2-е, дополненное. — СПб.: Ревнители Православия, 2006. — С. 4—55.